# 俄洛镇
俄洛镇（藏語：འགུ་རོ་，威利转写：agu ro）是中国西藏自治区昌都市卡若区下辖的一个镇，位于区境西北部、昂曲河下游，总面积776.74平方千米，2000年人口5621人。俄洛镇是一个农业乡，主要农产品有青稞、小麦、油菜等。藏传佛教格鲁派名寺朱古寺位于境内。
2008年，俄洛镇下辖12个村委会：俄洛村、朱古村、郎达村、郭穷村、约达村、孔马村、格巴村、沙通村、仁达村、加林村、曲尼村、雄达村。